# ملعب كوالالمبور
ملعب اتحاد كرة قدم كوالالمبور هو ملعب متعدد الاستخدام يقع في كوالالمبور عاصمة ماليزيا . غالبا ما يتم استخدامه لمباريات كرة القدم . يسع الملعب لجلوس 18 ألف متفرج . يحتضن مقر اتحاد كرة قدم كوالالمبور .